# Wilhelm Hertenstein
Pour les articles homonymes, voir Hertenstein.
Wilhelm Hertenstein, né le 5 mai 1825 à Kybourg (originaire du même lieu) et décédé le 27 novembre 1888. est un homme politique suisse, membre du Parti radical-démocratique (PRD). Il est conseiller fédéral de 1879 à 1888 et président de la Confédération en 1888.

## Parcours politique
Il est élu au Conseil fédéral le 21 mars 1879 (25e conseiller fédéral de l'histoire[réf. nécessaire]). Réélu à trois reprises (19 décembre 1881, 15 décembre 1884 et 16 décembre 1887), il dirige le Département militaire de 1879 à 1888.
Le 16 décembre 1887, il est élu président de la Confédération pour l'année 1888. Il est le seul à être mort en fonction.

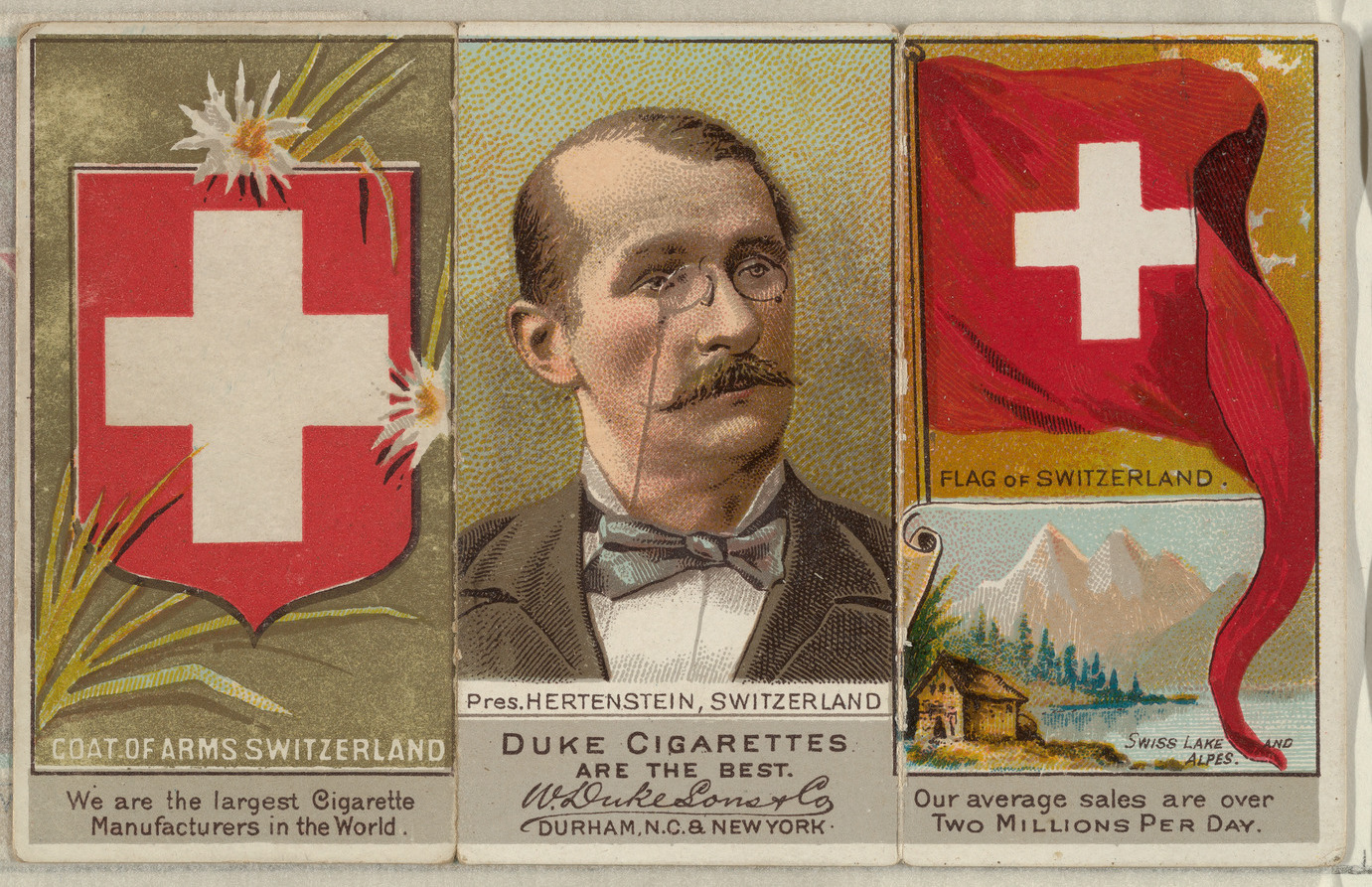
Le président Hertenstein (carte offerte par un fabricant de tabac).